# Centro Urbano Presidente Juárez
Centro Urbano Presidente Juárez (CUPJ) o Multifamiliar Juárez es una unidad habitacional de la Ciudad de México ubicada en la Colonia Roma de la alcaldía Cuauhtémoc inaugurada en 1952, con arquitectura de Mario Pani y Salvador Ortega y murales de Carlos Mérida. El sismo del 19 de septiembre de 1985 causó el colapso de 10 de sus 19 edificios.

## Historia

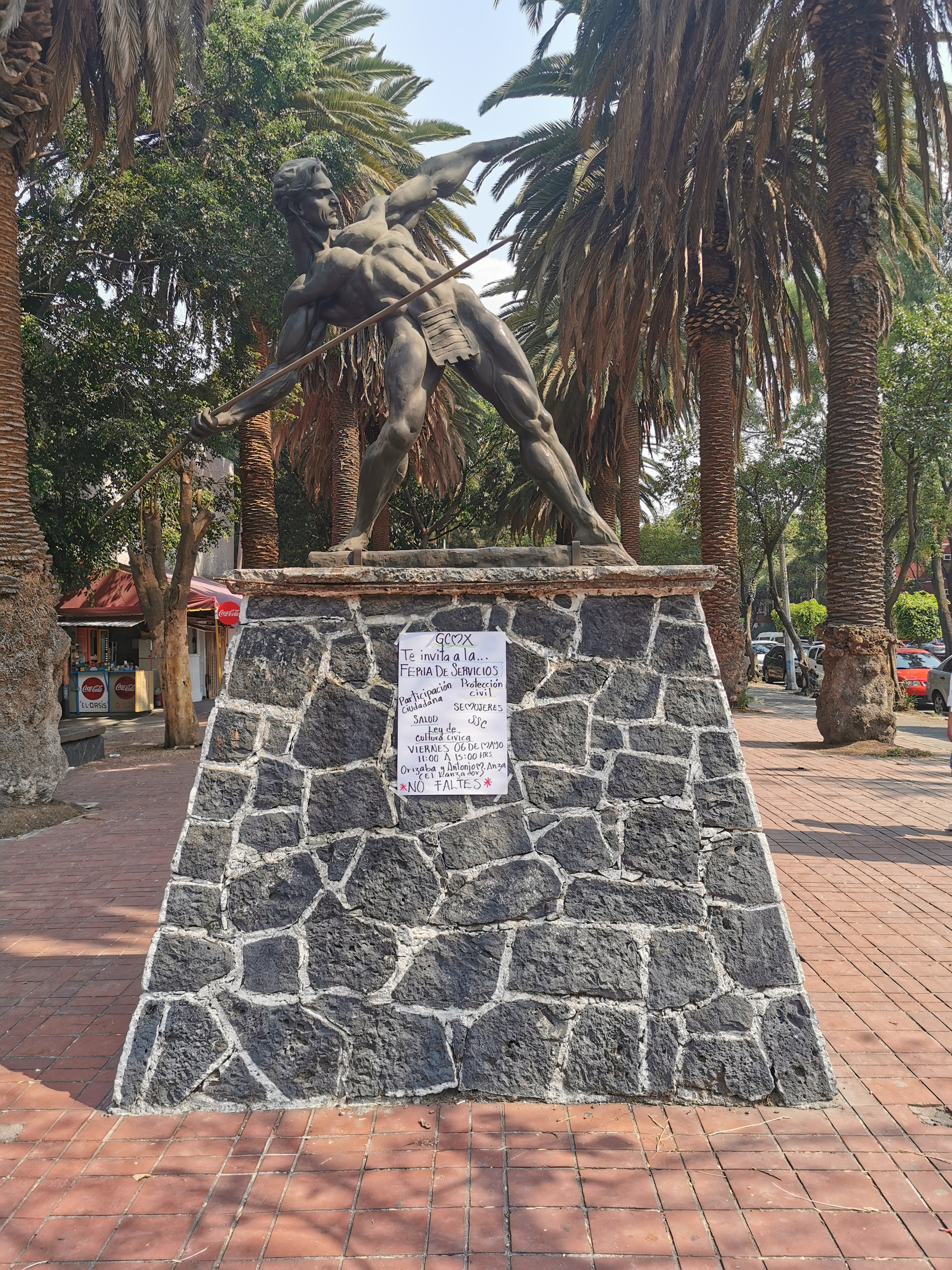
Escultura conmemorativa de los I Juegos Centroamericanos y del Caribe colocada en los tiempos del Estadio Nacional de México.

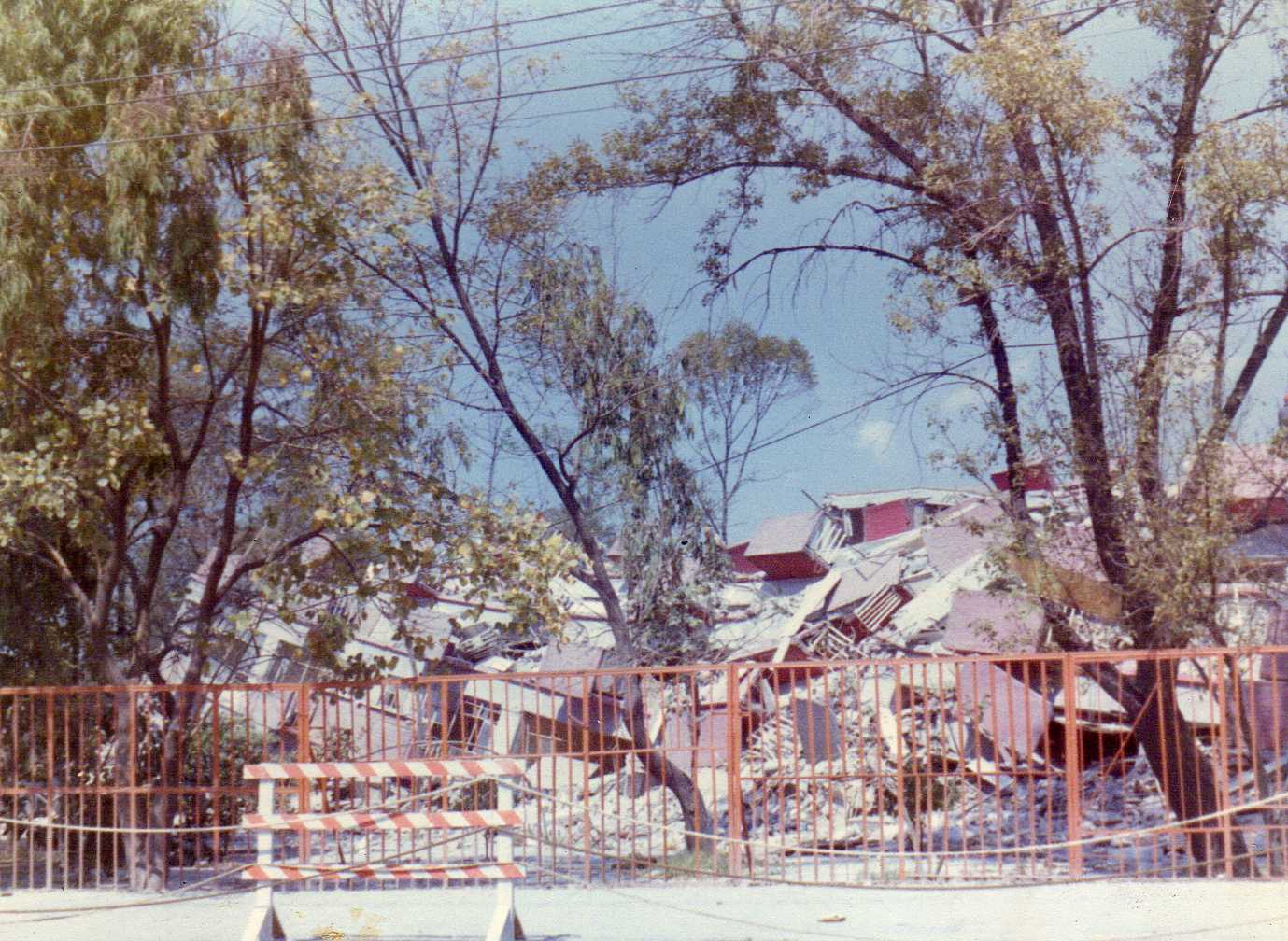
Restos del edificio A tras el sismo del 19 de septiembre de 1985.

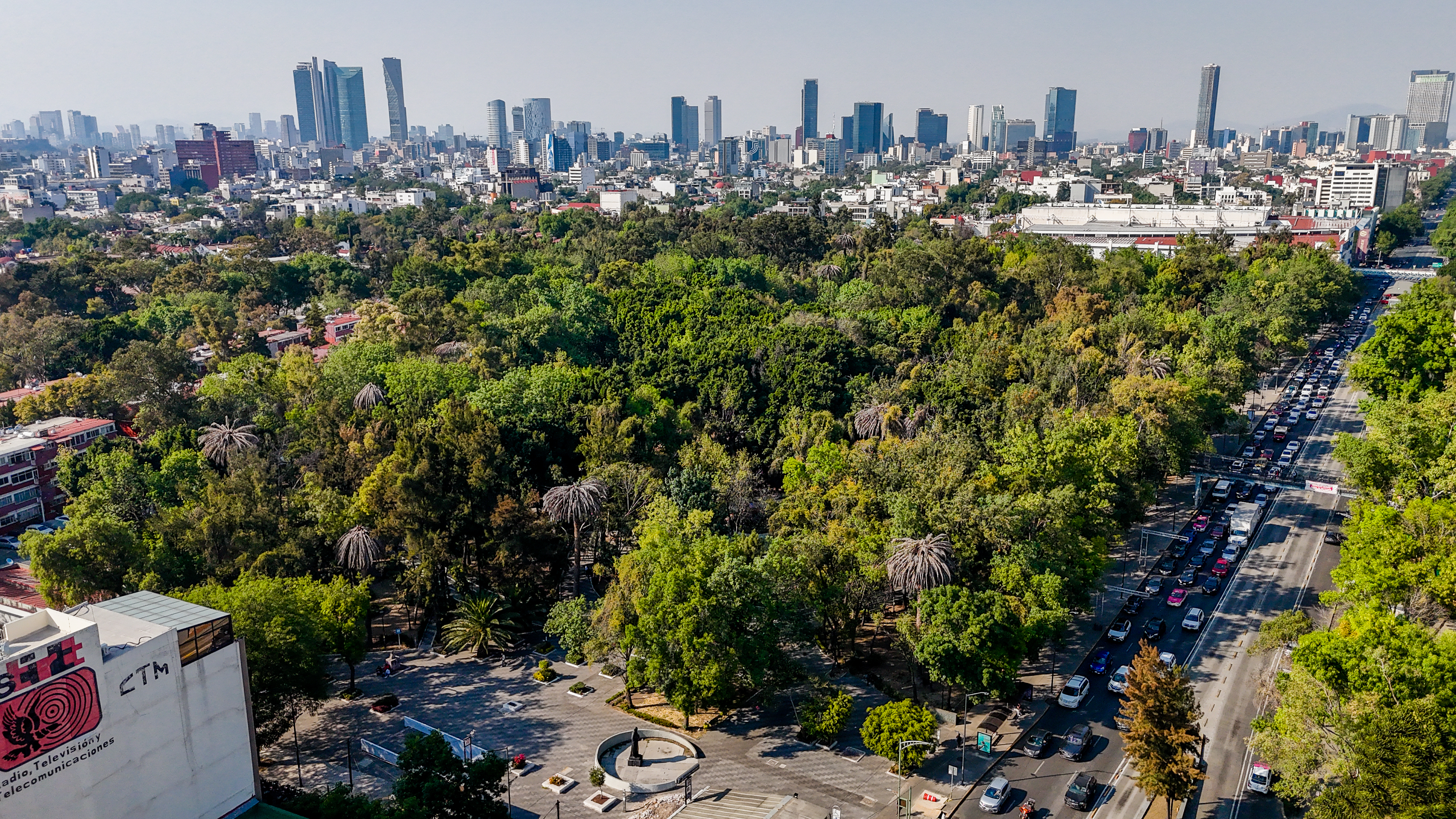
El área del Jardín Ramón López Velarde fue la que ocuparon 10 de los principales edificios del centro urbano que colapsaron en 1985.

Utilizando los terrenos del antiguo Panteón Civil de la Pierdad entre 1923 y 1924 se construyó en el predio que ocupó originalmente en su extensión original el CUPJ el Estadio Nacional de México de 1923 a 1949, obra de José Villagrán García e impulsado por José Vasconcelos en la presidencia de Álvaro Obregón. La construcción quedó en los límites de la colonia Roma Sur, una extensión hecha a la original. Tras la demolición del estadio en 1949, los terrenos del mismo y adyacentes se convirtieron en una zona con diversas áreas, con el CUBJ como la de mayor dimensión así como el Club Deportivo Hacienda y el Centro Escolar Benito Juárez.
En los años 50 México vivió el periodo llamado Milagro mexicano o desarrollo estabilizador, una política económica seguida por distintas presidencias entre ellas la de Miguel Alemán Valdés y su secretario de Economía, Ramón Beteta Quintana. En este contexto y ante crecientes necesidades de vivienda en plena urbanización acelerada, especialmente ante un Estado que se engrosaba, el gobierno de México planeó distintos desarrollos habitacionales comenzando en 1949 por el Centro Urbano Presidente Alemán (CUPA) en donde un joven arquitecto Mario Pani —promotor del Movimiento moderno en su obra— pidió tres semanas para participar en una licitación al entonces director de la Dirección General de Pensiones del Instituto de Seguridad y Servicios Sociales de los Trabajadores del Estado (ISSSTE), Esteban García de Alba. En el desarrollo de la obra participaron además de Pani, los arquitectos Salvador Ortega Flores y Jesús García Collante.
Desplegó entonces una solución arquitectónica basada en edificios con el fin de maximizar un terreno al sur de la Ciudad de México de 40 000 metros cuadrados en donde se alojarían 1 000 departamentos, originalmente planeado para 200 casas con la ingeniería civil de Bernardo Quintana y su empresa ICA. Para esta obra, Pani se inspiró en el proyecto de la Ville Radieuse de Le Corbusier, así como en ideas de la época respecto a la densidad poblacional y el urbanismo como las supermanzanas y construir «ciudades dentro de las ciudades» con todo los servicios públicos en su interior. En este multifamiliar, Pani promovería la integración plástica por primera vez al invitar a David Alfaro Siqueiros, artista que no pudo cumplir la encomienda y dejar inconclusos murales en el conjunto, e invitó entonces a Carlos Mérida quien colocó distintos frisos en la guardería del conjunto, hoy casi perdidos.
En su construcción fue planeada como «la unidad habitacional más grande de México» por la Dirección General de Pensiones del ISSSTE, con el fin de proveer vivienda a la burocracia del entonces Distrito Federal. Su planificación comenzó en 1948 tras el éxito que supuso el CUPA y el plan de Pani de «zonificación» que Pani emprendería con dichos proyectos y el posterior Conjunto Urbano Nonoalco-Tlatelolco. El gobierno de México encontró el espacio adecuado de 250 000 metros cuadrados en los terrenos que ocuparon tanto el Estadio Nacional de México, demolido en 1949, como en terrenos adyacentes al Panteón de La Piedad, infraestructura perteneciente al extinto pueblo de La Piedad Ahuehuetlan. A la par de la construcción del CUPJ, Pani participaba en el proyecto y edificación de la Ciudad Universitaria.
El conjunto fue inaugurado el 2 de septiembre de 1952 por Miguel Alemán y Esteban García de Alba, como indica la placa que subsiste dañada en la calle Antonio M. Anza. La inauguración se realizó a pocos meses de concluir la presidencia de Alemán. La primera prueba sísmica del conjunto fue en el terremoto de 1957, quedando dañadas las escaleras de los edificios tipo B, de las cuales el B2 tuvieron que ser demolidas y reconstruidas nuevamente.En 1979 un sismo de magnitud importante dejó daños estructurales en algunos edificios del conjunto que no fueron atendidos.
El 19 de septiembre de 1985 el sismo provocó el colapso de los tres edificios de mayor altura. La torre más alta, la A, tuvo un derrumbe parcial en tanto el edificio C4 cayó sobre el paso a desnivel de la avenida Orizaba. El conjunto A y el conjunto C sobrevivieron al sismo pero fueron demolidos por daños estructurales incosteables a la reparación.Al momento de este suceso, la mayoría de los habitantes originales ya eran pensionados y de la tercera edad. Testimonios apuntan a que de entre los escombros fueron rescatados los cuerpos de 80 víctimas.
Los edificios con daño estructural fueron demolidos con explosivos el 26 de octubre de 1985 al mediodía por la empresa estadounidense Dycon Controlled Demolition. Con los trabajos de remoción de escombros el desnivel sobre la avenida Orizaba fue eliminado.

## Arquitectura
Dentro de la idea original de Pani en este conjunto, como en el CUPA, se busca la construcción de edificios habitacionales con el fin de, sucedáneamente, reducir el tamaño de la capital mexicana. La idea de Pani es crear nuevamente una serie de supermanzanas con un gran parque público adjunto para los habitantes del conjunto y de toda la ciudad y espacios para servicios públicos como comercios así como escuelas, guarderías, gimnasios y otros. El conjunto es planeado, entonces, en 19 edificios de 12 tipos diferentes con el fin de edificar 984 departamentos en donde vivieran 3 000 personas. A diferencia del CUPA que se hizo con un diseño basado en zig-zag, en el caso del CUPJ se crean edificios rectangulares espaciados entre sí para que recibieran suficiente luz solar. Se crean andadores que derivaron en estacionamientos con el fin de que los autos no invadieran el tránsito interno, y Pani soluciona el que exista una avenida dividiendo los dos sectores —la actual calle Toluca, antes avenida Orizaba— al «cruzar» cuatro edificios en ella y colocando un paso a desnivel, en donde dispuso relieves que se pudieran observar desde los autos. Dicha vialidad sería la primera avenida de la ciudad conectada sin cruces directamente al reciente hecho Viaducto Miguel Alemán.

### Estructura
El CUPJ tuvo originalmente los siguientes edificios:
- 1 edificio tipo A (13 pisos, 190 departamentos, desaparecido)
- 3 edificios tipo A (13 pisos, 95 departamentos, desaparecido)
- 6 edificios tipo B (10 pisos, 72 departamentos, desaparecido)
- 4 edificios tipo C (7 pisos, 36 departamentos, desaparecido)
- 9 edificios tipo D (4 pisos, 32 departamentos)
- 63 casas unifamiliares en distintos bloques

Adicionalmente contó con los siguientes espacios e infraestructura:
- plaza cívica
- escuela
- guardería
- administración
- centro deportivo
- Jardín La Piedad (hoy parte del Jardín Ramón López Velarde)

El proyecto del CUPJ según Pani y Ortega fue «un experimento» que buscaba corregir los defectos en la construcción del CUPA, entre ellos, un rediseño del sistema hidráulico y el diseño de una diversidad mayor de tipos y tamaños de departamentos así como un espacio mayor entre cada uno de los edificios, a diferencia del conjunto de la colonia Del Valle. A diferencia del suelo más firme del CUPA, el terreno de la colonia Roma planteó dificultades de cimentación. Dicho factor aunado a la complejidad del proyecto mismo así como el ahorro en el gasto de la construcción provocó que el CUPJ fuera en la construcción del conjunto, según Pani, un 83% mayor que el CUPA. La Dirección de Pensiones Civiles habría estado al tanto de decisiones de construcción para ahorrar en la construcción sacrificando, por ejemplo, muros que pudieron beneficiar la resistencia posterior de los edificios ante un sismo. En otros casos, el diseño del proyecto pudo intervenir en la pérdida de las estructuras. Es el caso de los edificios tipo C —mismos que quedaban «encima» de la calle Toluca que pasaba hacia un desnivel hechas para «engrapar» las dos alas del proyecto— reduciendo la cantidad de superficie que podría estar en contacto con el suelo, y por ende, en la cimentación.

### Integración plástica

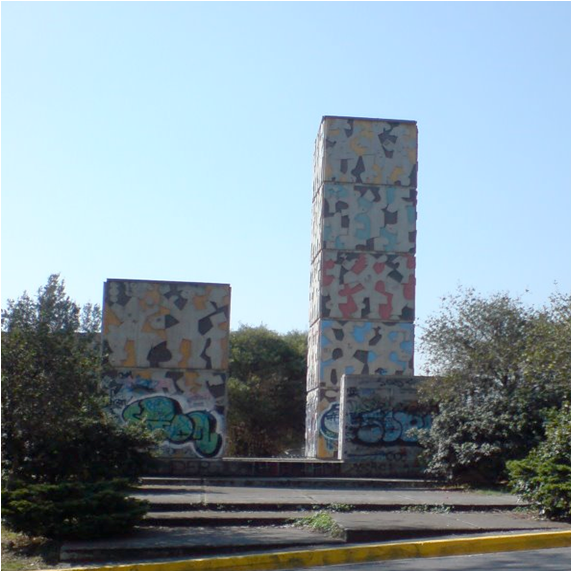
Monumento homenaje en Fuentes Brotantes, Tlalpan, Ciudad de México. En el fueron dispuestos los relieves que pudieron ser rescatados de los escombros del CUPJ.

El artista guatemalteco Carlos Mérida recibió de Mario Pani y Salvador Ortega la encomienda de crear murales para 4000 metros cuadrados de la unidad habitacional. La idea de Mérida detrás del trabajo en el CUPJ se insertó dentro del concepto llamado integración plástica, es decir, la inserción de artes plásticas como pintura, murales, mosaicos, esculturas, relieves u obras que combinaran todo ello, dentro de obras arquitectónicas, principalmente públicas que pudieran ser observadas por muchas personas, «arte para la masa, arte público a la vista de todos, para el goce emocional de todo el mundo», pensaba Mérida. Si bien el concepto y su práctica se debatían desde los años 20, fue entre los años 40 y 50 cuando dicha práctica alcanzó su máximo esplendor, teniendo tanto a la Ciudad Universitaria de la UNAM como al CUPJ como dos grandes exponentes en México y al CUPJ como su ejemplo mejor logrado, en opinión de investigadoras como Louise Noelle.
En un inicio, Mérida pidió a sus colaboradores discreción sobre el contenido y alcance del proyecto al temer que afamados artistas del muralismo mexicano reclamaran al gobierno que fuera un artista guatemalteco el que recibiera la obra; la secrecía terminó cuando David Alfaro Siqueiros visitó la obra y días más tarde defendió el trabajo de Mérida en una conferencia en el Instituto Politécnico Nacional. Para la obra el artista usó uno de los departamentos del edificio D de la unidad. Determinó que el material a usar sería el concreto, teniendo como reto diversos factores como el tiempo para concluir la obra, la cantidad de superficie a trabajar y la variedad de espacios a cubrir, incluyendo los cubos de las escaleras, fragmentos de vanos de los edificios y remates de los mismos (llamados «copetes»), algunos a más de veinte metros de altura y con un acceso difícil. Mérida determinó dibujar directamente sobre la superficie de concreto de los relieves, tallarlos y pintarlos.
Conforme se construían los edificios, se disponían andamios para que trabajaran los ayudantes del artista. Mérida realizaba el dibujo a escala, en tanto su equipo lo proyectaba hacia una pared revestida de papel manila para dimensionarlos a tamaño real. Los papeles eran trasladados con un sistema de control a los lugares en donde serían dispuestos. Ya trazadas las figuras, los relieves fueron tallados por un grupo de sesenta maestros canteros procedentes de Iztapalapa. La formulación de la pintura se hizo especialmente en un laboratorio por el artista y museógrafo Alfonso Soto Soria, entonces ayudante de la obra, debido a que sería colocada en exteriores, realizando una disolución de plástico con un solvente tipo acetona al que se le agregaba pigmento de colores ocre, verde, rojo y azul. Mérida dejó de acudir a los sitios de trabajo luego de que sufrió un accidente en un andamio y se lastimó en distintas ocasiones con materiales de construcción. Para la pintura de los relieves hubo que colocar grandes cantidades de pintura y colocar artefactos y contenedores in situ para realizar la fórmula, asimismo, tomar precauciones adicionales dada la volatilidad de la acetona usada en la disolución.
Detrás de la obra en si, para Mérida hubo una inquietud adicional, la de la colaboración entre distintos saberes y disciplinas como se realizaban gremialmente las construcciones en la Edad Media. Dentro de la obra colaboraron artistas plásticos, albañiles, canteros, arquitectos e ingenieros. Para Mathias Goeritz en el CUPJ Mérida fue más allá del arte, «llegó con sus decoraciones murales a un punto donde ya no tenía la intención de hacer ‘arte', sino presentar el análisis y la solución de un problema de coordinación». Sobre este punto Mérida comentó:

se trabaja en colaboración con los arquitectos desde que nace el edificio; se hacen planes, se estudian técnicamente los problemas que habrá que resolver; se actúa en una colaboración estrecha y técnica entre pintores, escultores y arquitectos. Los resultados no se hacen esperar: la labor plástica queda introducida en el cuerpo arquitectónico como parte de él, no como mera orientación. Si se le retira, se desintegra el edificio como concepción
Carlos Mérida citado por Soto Soria

Siqueiros criticaría negativamente la obra de Mérida más tarde en una conferencia de 1954 llamada «Arquitectura nacional a la zaga de la mala pintura» en el que la denominaría los relieves del CUPJ como «tapetes colgados hacia la calle». Carlos Mérida volvería al conjunto en los años 60, y encontraría alterados los colores originales de su obra, mismos que fueron repuestos por la administración del edificio. Falleció un año antes del sismo que destruiría su obra. Algunos de los fragmentos que pudieron ser rescatados previo la demolición de los edificios dañados en el CUPJ fueron trasladados a la Unidad Habitacional FOVISSSTE Fuentes Brotantes y dispuestos en un monumento homenaje a Mérida y a las personas fallecidas en 1985, proyectado por Enrique Reinking Whitemore, en donde permanecen.

### Concepto
Carlos Mérida determinó que el programa artístico de su obra estaría inspirado en el arte y la religión de las civilizaciones de Mesoamérica, razón por la cual consultó a expertos como Ángel María Garibay, Miguel León Portilla, Alfonso Caso y Walter Krickeberg. Mérida conservaba un interés por dicho periodo, a su llegada a México, fue dibujante en las excavaciones arqueológicas de Manuel Gamio. El artista tomó imágenes y elementos de distintas expresiones artísticas prehispánicas bajo su estilo abstracto y geométrico creando un programa artístico desglosado así:
- Escaleras de los edificios B: Leyenda de la destrucción de Tula
- Escalera de los edificios B: La muerte de Ixtlixóchitl
- Escalera de los edificios B: los cinco soles
- Escalera de los edificios B: Relación de Texcoco
- Escalera de los edificios B: Leyenda del Popol Vuh
- Copetes de los edificios A: divinidades mexicas como Chalchiutlicue, Chicomecóatl, Tlazoltéotl y Coatlicue
- Tableros de los edificios C (paso a desnivel): leyenda de los 4 soles: sol de tigre, sol de viento, sol de fuego y sol de agua

Según Noelle, ocho diosas de características femeninas «se posaban sobre los techos del edificio de trece pisos» en tanto en los edificios más altos deidades prehispánicas «eternamente subían las escalinatas de un templo moderno» en los cubos de las escaleras, dado que en los relieves de Mérida de esas estructuras, las figuras abstraídas de las divinidades se mostraban en sentido ascendente.
Debido a la destrucción de la obra por el sismo de 1985, gran parte del programa artístico ha sido posible de reconstruir a partir de los bocetos en cartulina que Mérida presentó a Mario Pani y los que desechaba y que sus ayudantes como Alfonso Soto Soria, conservaron.